# São Paulo (canção de MC Daleste)
São Paulo, é um single do cantor de funk ostentação MC Daleste, lançado em 14 de Julho de 2013.
 São Paulo foi lançada junto com o videoclipe após a morte de Daleste, sendo uma das canções de funk paulista mais acessada da Internet em 2013. No primeiro dia de lançamento, o clipe alcançou mais de 1 milhão de acessos no YouTube. O Videoclipe clipe de São Paulo foi o segundo e último videoclipe de Daleste sendo gravado dias antes da sua morte. A canção possui em tema a vida de um milionário, ostentando com mansão, mulheres e joias. O clipe teve o custo entre 60 a 80 mil reais e gravado em Igaratá, interior de São Paulo. A revista Billboard, anunciou o lançamento da canção "São Paulo", que em 2 dias ultrapasou 6 milhões de acessos no YouTube, sendo o primeiro colocado no Top 10 da categoria música no YouTube.

## Faixas
| N.º | Título                      | Duração |  |
| 1.  | "São Paulo" (canção)        | 3:39    |  |
| 2.  | "São Paulo" (Vídeo musical) | 4:01    |  |

## Histórico de lançamento
| País   | Data                | Formato          |
| ------ | ------------------- | ---------------- |
| Brasil | 14 de Julho de 2013 | Download digital |

## Paradas
| Paradas (Todos os tempos) | Data                | Posição |
| ------------------------- | ------------------- | ------- |
| Mundo — YouTube           | 15 de Julho de 2013 | 1       |